# Canal Nou HD
Nou HD é um dos canais de televisão propriedade da Radiotelevisió Valenciana (RTVV). Emite os mesmos conteúdos que Nou Televisió mas reescalados, à excepção dos jogos da Liga dos Campeões da UEFA, que são emitidos em HD nativo.